# Ramadasa pavo
Ramadasa pavo là một loài bướm đêm trong họ Noctuidae.

## Hình ảnh

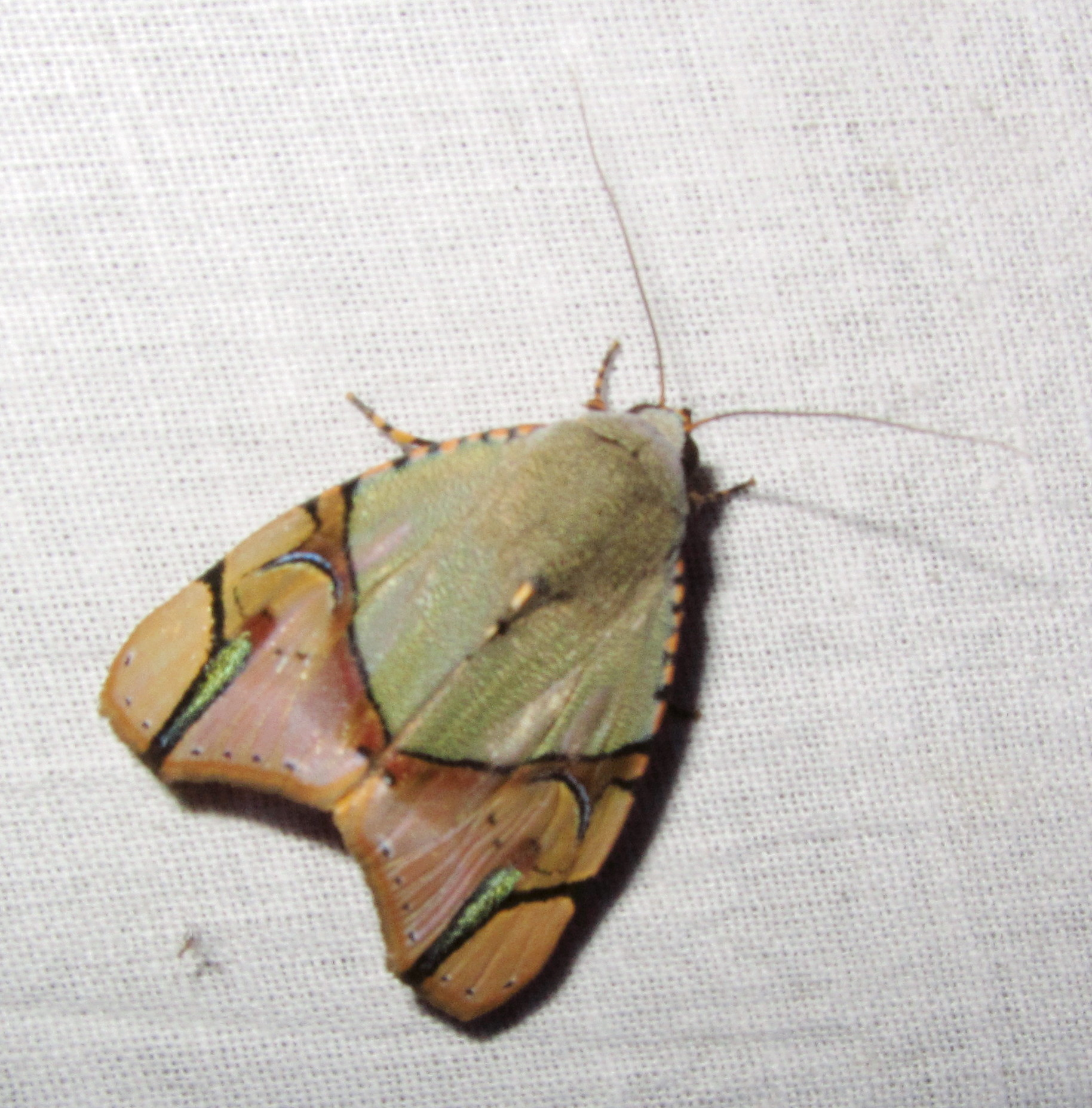